# 교황 인노첸시오 9세
교황 인노첸시오 9세(라틴어: Innocentius PP. IX, 이탈리아어: Papa Innocenzo IX)는 제230대 교황(재위: 1591년 10월 29일 ~ 1591년 12월 30일)이다. 본명은 조반니 안토니오 파키네티(이탈리아어: Giovanni Antonio Facchinetti)이다.

## 교황 선출 이전

### 생애 초기와 사제
조반니 안토니오 파키네티는 안토니오 파키네티와 프란체스카 키니의 아들로 1519년 7월 20일 볼로냐에서 태어났다. 볼로냐 대학교에서 법학을 공부한 그는 1544년 민사법과 교회법에서 박사학위를 받았다. 1544년 3월 11일 사제 서품을 받은 그는 1547년에 도모도솔라의 성 제르바시오와 프로타시오 성당의 의전사제로 봉사했다.
로마로 간 그는 니콜로 아르딩헬리 추기경의 비서로 근무하다가 당대의 훌륭한 후원자들 중의 한 사람이었던 알레산드로 파르네세 추기경의 비서로 근무했다. 아비뇽 대교구장이기도 했던 파르네세 추기경은 파키네티를 교회 대표로 파르마에 보내 1556년부터 1558년까지 교황 대리로 통치하게 한 다음 다시 불러들였다. 파르마에 있는 동안 행정을 훌륭하게 처리한 파키네티는 1559년 교황청 대심원의 심사위원으로 임명돼 1년 간 근무했다.

#### 주교와 추기경
1560년 파키네티는 니카스트로의 주교로 서품되어 1562년에 트리엔트 공의회에 참석했다. 그는 30년 만에 처음으로 교구에 상주한 교구장 주교였다. 1566년 교황 비오 5세는 그를 베네치아에 교황 대사로 파견해 스페인 및 베네치아와 동맹을 맺어 오스만 제국과의 전쟁 준비에 공헌했다. 그 결과, 1571년 레판토 해전에서 승전했다. 그는 1572년 베네치아에서 돌아왔으며, 1576년부터 1587년까지 파도바 교구의 산 안드레아 디 카르미냐노 봉록원장을 지냈다.
1575년 건강상의 이유로 봉록원장직을 사임했으나 1572년 예루살렘 라틴 총대주교에 임명됐다.
교황 그레고리오 13세는 1583년 12월 12일 그를 산티 콰트로 코로나티 성당의 사제급 추기경에 서임했다. 파키네티의 추기경 서임식은 1584년 1월 9일에 치러졌다. 교황 그레고리오 14세는 1591년 그를 교황청 대심원장에 임명했다.

## 재위기간
교황 그레고리오 14세가 선종하기 전에도 스페인 추기경들과 친스페인파 추기경들은 차기 교황을 누구로 할지 의논하고 있었다. 지난번 콘클라베에서 스페인 국왕 펠리페 2세는 자신이 점찍은 후보자 일곱 명을 내세우고 그 외 나머지가 교황이 되는 것을 막으려고 했을 정도로 강하게 간섭했다. 이번에 스페인파는 그렇게까지는 하지 않았지만 여전히 추기경단에서 다수를 점하고 있었다. 그래서 스페인과의 친분이 두터웠고 지난번 콘클라베에서도 지지표를 많이 받은 파키네티가 투표 3회 만에 교황으로 선출되어 인노첸시오 9세가 되었다. 그의 교황 즉위식은 1591년 11월 3일 부제급 추기경단 단장 안드레아스 본 외스터라이히 추기경이 집전했다.
2개월의 짧은 재위기간 동안 인노첸시오 9세는 교황군도 참전한 위그노 전쟁(1562-1598)에서 프랑스의 앙리 4세에 맞선 펠리페 2세와 가톨릭 동맹을 지지했다. 하지만 인노첸시오 9세의 계획은 그가 선종하면서 실천되지 못했다.
인노첸시오 9세는 재위기간 동안 종손인 안토니오 파키네티 데 누체와 조카의 손자인 체사레 파키네티를 추기경에 서임했다.

## 죽음
인노첸시오 9세는 1591년 12월 30일 이른 아침에 선종했다. 그는 바티칸 지하 묘소의 소박한 무덤에 안장됐다.